# قهرمان عامی

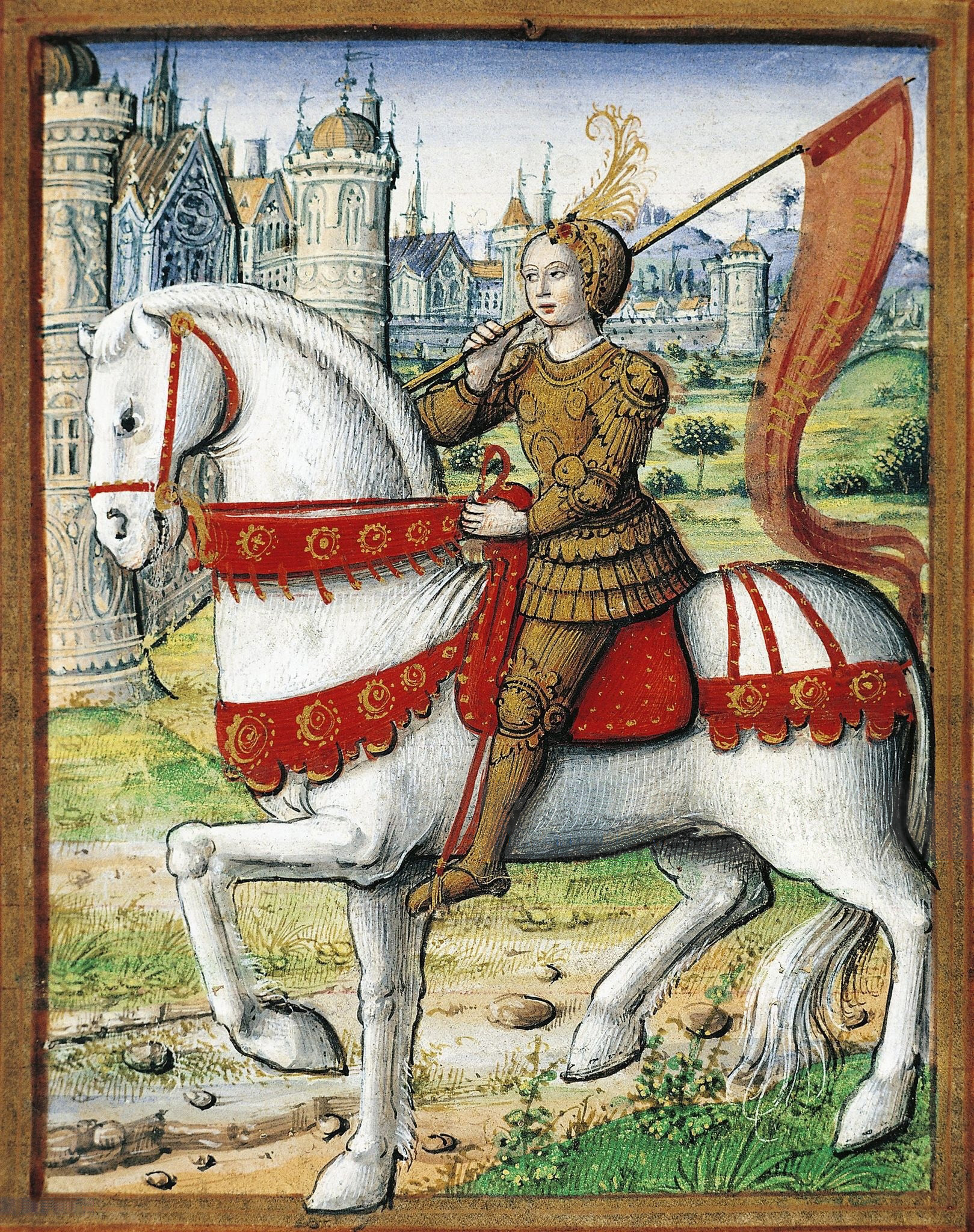
ژان دارک مثال بارز یک قهرمان عامی است

قهرمان عامی (انگلیسی: Folk hero) یا قهرمان عامه و همچنین قهرمان ملی، گونه‌ای از قهرمانان واقعی و در برخی مواقع، تخیلی/اسطوره‌ای هستند که به وسیلهٔ نام، شخصیت و کردارشان در حافظهٔ مردمی یک قوم نهادینه می‌مانند. از قهرمانان عامی گاهی به کمک داستان‌ها و موسیقی فولکلور نیز تجلیل می‌گردد